# Marechal Floriano
Marechal Floriano este un oraș în unitatea federativă Espírito Santo (ES) din Brazilia. Orașul poartă numele Mareșalului Floriano Peixoto (1839 - 1895), primul vice-președinte al Braziliei.